# Block Island

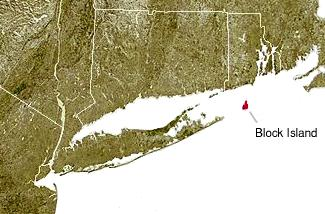
Block Island marcada en vermell, al sud de Rhode Island

Block Island és una illa que forma part de l'estat de Rhode Island (Estats Units). Es troba a 21 km al sud de la resta de l'estat de Rhode Island i n'està separada per l'estret de Block Island (Block Island Sound). Tenia 1.051 habitants el 2010 i la seva superfície és de 25,2 km². Aquesta illa forma part de la regió Outer Lands, un arxipèlag litoral fet per la recessió de la morrena d'una glacera que havia estat formada durant glaciació Wisconsin fa uns 22.000 anys.
Block Island és un centre turístic popular i té dos fars històrics: Block Island North Light i Block Island Southeast Light.
Cada estiu s'hi fa una cursa de vaixells de vela anomenada Block Island Race Week que circumnavega l'illa.,

## Història
La tribu Niàntic, finalment es van fusionar amb la tribu Narragansett i van anomenar aquesta illa "Manisses" ("petita illa de Manitú").
l'any 1524, Block Island va ser avistada per Giovanni da Verrazzano, qui li va donar el nom de "Claudia", en honor de Claude, Duquesa de Bretanya i esposa de Francesc I de França. Tanamteix alguns mapes contemporanis identifiquen l'actual Block Island amb "Luisa," per Lluïsa de Savoia, la mare de Francesc I. L'any 1614, Block Island va ser cartografiada per part de l'explorador neerlandès Adriaen Block, i per això porta l'illa el su nom.
El 1634, els niàntics occidentals van defensar la seva tribu i van matar John Stone, un home de Boston renegat i lladre, els colonialistes van iniciar una guerra contra els amerindis.
L'any 1636 arribà a l'illa una expedició comandada per John Endicott, i l'illa inicialment formà part de la Massachusetts Bay Colony.
Durant la Segona Guerra Mundial s'hi van posar diversos llocs d'artilleria, el submarí U-853 es va situar a només 7 milles de Block Island.

## Clima
Block Island té un clima molt influenciat per l'oceà i el seu clima és oceànic (Classificació de Köppen: Cfb), la qual cosa és una raresa en les costes orientals de l'Hemisferi Nord. L'oceà atlàntic en aquesta zona està relativament fred a la primavera i l'estiu. La temperatura mitjana anual de Block Island és de 10,8 °C sent el mes més fred el de gener amb 0,3 °C i el més càlid juliol amb 21,2 °C. La pluviometria anual és de 1082 litres i és força uniforme al llarg de l'any.